# 板野勝次
板野 勝次（いたの かつじ、旧姓:森本、1903年1月26日 - 1985年12月30日）は、日本の政治家、労働運動家。参議院議員（日本共産党公認、1期）、清涼飲料協同組合理事長。

## 来歴

### 出生から青年時代まで
岡山県岡山市紺屋町で古物商を営む森本岩助、寿子夫妻の次男として生まれる。3歳の時に広島に住む寿子の兄・板野安次郎の養子に出され板野姓を名乗る。岡山県立商業学校（現・岡山県立岡山東商業高等学校）在学中から社会主義に目覚め、商業学校卒業後の1920年12月、堺利彦や山川均、大杉栄らが率いる日本社会主義同盟に加入する。
同盟は程なくして解散に追い込まれるが、在籍中は山川からマルクスの『共産党宣言』についての講義を聞き、労働組合の必要性を悟った板野は、1922年12月に県下初の本格的な労働組合・岡山労働組合を発足させる。また、岡山労働学校や岡山県足袋護謨工労働組合の設立にも関わり、労働運動への献身を深めてゆく。
1926年1月に日本共産党に入党。板野にとっては念願の入党となったものの、共産党は当時非合法組織であったため、偽名を名乗りながら住所も転々と変える生活を余儀なくされる。
1927年には神戸地方委員会の委員長に就任。京都学連事件に連座した石田英一郎などを共産党に入党させるなど活発に活動するが、翌年の三・一五事件で検挙。懲役8年の刑に服し、出獄した。

### 国会議員として
終戦直後から農民運動の組織化に力を注ぎ、1947年の初の参院選に岡山県選挙区から立候補し、定数4に対し7名が鎬を削る少数激戦の中で当選を果たす。この選挙で共産党は4名が当選しているが、板野は唯一の地方区選出議員であり、岡山県選挙区内でも最年少（当選時44歳）の議員となった。
議員在任中は農林や議会運営、決算の各委員会委員に就任。特に板野の専門分野であった農林委員会では、食糧確保臨時措置法改定法案の審議に際して、国内の農業保護の立場から同法案に反対し、当時の森幸太郎農相との10時間にも渡る議論の末、審議未了に追い込んだ。議員当選から3年間で36回も登壇し政府の姿勢を質した。
再選を目指し1950年の参院選で、全国区に鞍替えし出馬するが落選。以後、衆議院を含め出馬を重ねるが何れも当選とはならなかった。1969年の総選挙で落選したのを機に、政界から引退を表明。引退後は党岡山県委員会名誉委員などを歴任する。
1985年12月30日死去。82歳。

## 政歴
- 1947年 第1回参議院議員通常選挙 岡山県選挙区 45,709票 当選
- 1950年 第2回参議院議員通常選挙 全国区 96,601票 落選
- 1953年 第3回参議院議員通常選挙 全国区 83,114票 落選
- 1956年 第4回参議院議員通常選挙 岡山県選挙区 18,955票 落選
- 1958年 第28回衆議院議員総選挙 岡山2区 10,105票 落選
- 1960年 第29回衆議院議員総選挙 岡山2区 8,960票 落選
- 1963年 第30回衆議院議員総選挙 岡山2区 9,405票 落選
- 1967年 第31回衆議院議員総選挙 岡山2区 14,314票 落選
- 1969年 第32回衆議院議員総選挙 岡山2区 11,427票 落選